# Конжунго, Микаэль
Микаэль Конжунго (фр. Mickaël Conjungo; 6 мая 1969) — центральноафриканский легкоатлет, специализировавшийся в метании диска. Участник трёх Олимпийских игр, чемпион Африки. 

## Карьера
На международной арене Микаэль Конжунго дебютировал в 1991 году, выступив на чемпионате мира в Токио, где он занял 32-е место в соревновании метателей диска. Через год на Олимпиаде в Барселоне он вновь не пробился в финал, показав в квалификации результат 57.46 м, что позволило ему занять 24-е место, опередив восемь атлетов из других стран.
В 1993 году на первенстве Африки, которое проходило в южноафриканском Дурбане, Конжунго завоевал золотую медаль, метнув диск на 59.92 и опередив ближайших соперников более чем на пять метров. Это «золото» стало первым в истории чемпионатов Африки для ЦАР и остаётся таким по состоянию на 2019 год.
В 1995 году Конжунго завоевал серебряную медаль Всеафриканских игр, занял шестое место на Универсиаде в Японии. В 1996 году на своей второй Олимпиаде в карьере был знаменосцем сборной, а в соревнованиях занял 34-е место с броском на 55.94.
В 1998 и 2000 годах завоёвывал медали чемпионатов Африки, в 2000 году его сестра Мария-Жоэль завоевала «бронзу» в беге на 100 метров с барьерами. Брат и сестра Конжунго остаются единственными призёрами чемпионатов Африки из ЦАР. В 1999 году на первенстве мира в Севилье показал лучший результат на чемпионатах мира — 22-е место с результатом 59.16. На Олимпиаде в Сиднее метнул диск всего на 57.85 и занял 35-е место, опередив десятерых метателей (из которых четверо не смогли совершить зачётную попытку). 
В дальнейшем переехал во Францию, сменил спортивное гражданство и активно выступал на внутренних стартах, причем не только в метании диска, но и в метании копья, и в толкании ядра.